# Берто, Эмиль
Эмиль Берто (фр. Émile Bertaux; 23 мая 1868, Фонтене-су-Буа, Иль-де-Франс — 8 января 1917, Париж) — французский историк искусства.

## Биография
Сын парижского купца из Нор-Па-де-Кале, Эмиль Берто учился в Нотр-Дам де Сент-Круа, а затем в лицее Кондорсе в Париже. В 1894 году получил учёную степень по литературе. Затем работал в Лионе. В 1902 году был назначен на должность заведующего кафедрой истории искусства Лионского университета. Он первым ввёл курс истории искусства на филологическом факультете, а затем возглавил лионский Музей изящных искусств, что позволило ему находить взаимодействие в деятельности двух важнейших организаций города.
До 1913 года он успешно совмещал две должности в Лионе, но затем перешёл на преподавательскую работу в Сорбонну в Париже, где стал профессором истории христианского искусства в Средние века. Затем он стал директором по исследованиям в отделе истории искусств Французского института во Флоренции (1909), а с 1912 года первым директором Музея Жакмар-Андре при Французской Академии в Париже и главным редактором «Газеты изящных искусств» (Gazette des Beaux-Arts).
В 1898 году он получил Большую медаль Французского общества архитектуры, а в 1906 году — премию Шарля Блана. Он был зятем историка искусства Гюстава Ларруме.
Являясь специалистом по испанской литературе, Эмиль Берто также посвятил себя изучению средневекового испанского искусства, подчёркивая его важное значение в своих статьях в журнале «L’Art». Он также является автором томов, посвящённых испанской живописи позднего средневековья, в «Истории искусств» Андре Мишеля.
В годы Первой мировой войны он стал переводчиком штаба дивизии, а затем был призван возглавить разведывательную службу Управления воздухоплавания и стал летчиком. Таким образом, капитан Берто выполнял воздушные задания, в частности на итальянском фронте в Гориции, где он встретил Габриэле Д’Аннунцио.
Он умер в Париже (16 января) 8 января 1917 года в возрасте сорока семи лет от болезни, полученной во время миссии на Сомме. Его имя высечено на стене Пантеона в память о писателях, отдавших жизнь за Францию.